# ニッサングリーンカップ・全国草野球大会
ニッサングリーンカップ・全国草野球大会（ニッサングリーンカップ・ぜんこくくさやきゅうたいかい）は、1979年から1993年まで開催された軟式野球のトーナメント大会。全日本軟式野球大会になかなか出場できない草野球の愛好家によるクラブチームの対抗戦として長年開催された。
大会の協賛スポンサーは日産自動車。また、全国ラジオネットワーク（NRN）加盟のラジオ局が主催（北海道はSTVラジオ、埼玉県、神奈川県、千葉県、群馬県はニッポン放送、茨城県は当時NRN非加盟の茨城放送、愛知県、三重県は東海ラジオ放送、岐阜県はNRN非加盟のぎふチャンラジオ、兵庫県もやはりNRN非加盟のラジオ関西、大阪府はラジオ大阪、奈良県は毎日放送、滋賀県は京都放送、佐賀県は長崎放送・NBCラジオ佐賀がそれぞれ担当）、各都道府県有力地方紙・ブロック紙が後援していた。
大会は大きく都道府県大会（北海道は旭川・北見・帯広・釧路・札幌・函館の6地区に細分）、地域ブロック大会（北海道は全道大会。関東は北関東大会〈山梨県と長野県、新潟県含む〉と、南関東を対象とした首都圏大会とに細分）、全国大会の3部で構成され、全国大会は横浜スタジアムで開催され、草野球愛好家からは「草野球の甲子園」といわれた。決勝日には、毎回ニッポン放送でレギュラー番組を持つ歌手やタレントが監督を務めるチーム同士の試合がエキシビションとして行なわれた。